# 榎木りか
榎木 りか（えのき りか、1月13日 - ）は日本の漫画家。岩手県出身。2006年、中村ちま（なかむら - ）名義で第58回りぼん新人漫画賞で佳作を受賞し、『ベイビー☆ベイビー』でデビュー。同りぼん作家の小桜池なつみのアシスタント経験がある。現在本誌で「UGのオレ伝説」のイラストを担当している。2008年、白泉社アテナ新人大賞優秀新人賞受賞。以降は本名義で主に活動している。

## 作品

### 中村ちま名義
- ベイビー☆ベイビー（2006年『りぼん夏休み超びっくり大増刊号』掲載） - デビュー作
- 晴れときどきチロ（2007年『りぼん超びっくりお正月大増刊号』掲載）

### 榎木りか名義

#### 連載
- シュガーガール,シュガードール（『シルフ』2012年12月号 - 2013年9月号連載、全2巻）
- 3LDKの王様（『シルフ』2014年8月号 - 2016年1月号連載、全3巻）
- 次はさせてね（『シルフ』2016年8月号[2] - 2017年9月号[3]→『pixivシルフ』2017年8月24日 - 2022年2月17日連載、全11巻）
  - 次はさせてね はじめて（『コミックシーモア』・『BOOK☆WALKER』2022年8月22日 - 2023年6月22日、全2巻）

#### 読み切り
- リトルガール リトルスター（『LaLaDX』2009年3月号掲載）
- ナミダのスイッチ（『LaLaスペシャル』2009年4月号掲載）
- せんせい、あのね（『LaLaスペシャル』2009年8月号掲載）
- きみがつなぐ日々（『LaLaスペシャル』2010年2月号・6月号掲載）
- サイノウのカギ（『LaLaDX』2012年5月号掲載）

#### アンソロジー
- 艦隊これくしょん -艦これ- ケッコンカッコカリアンソロジー（電撃コミックスNEXT、2015年2月26日発売）
- 艦隊これくしょん -艦これ- ケッコンカッコカリアンソロジー 二（電撃コミックスNEXT、2015年12月18日発売）
- 屑 ~Male~（シルフコミックス、2016年11月22日発売）

### イラスト
榎木りか名義。
- こちらパーティー編集部っ!（角川つばさ文庫、2014年9月12日発売 - 2022年3月9日発売、全16巻）
- おもしろい話、集めました。3（角川つばさ文庫、2014年11月15日発売）
- おもしろい話、集めました。G（角川つばさ文庫、2015年11月15日発売）
- スイッチ!×こちらパーティー編集部っ! 私たち、入れ替わっちゃった!?（角川つばさ文庫、2020年9月12日発売）
- キミの隣で恋をおしえて（ケータイ小説文庫、2017年2月1日発売）
- 狼彼氏×天然彼女（新装版）（ケータイ小説文庫、2017年5月1日 - 2017年8月25日発売、全2巻）
- ほんとのキミを、おしえてよ。（ケータイ小説文庫、2017年10月25日発売）
- 無気力な幼なじみと近距離恋愛（ケータイ小説文庫、2018年6月25日発売）
- 放課後、きみがピアノをひいていたから（集英社みらい文庫、2019年2月22日発売 - 2021年6月25日、全8巻）
- 5分でせつない!超胸キュンな話（集英社みらい文庫、2020年4月24日発売）
- 俺が意地悪するのはお前だけ。（ケータイ小説文庫、2019年4月25日発売）
- モテすぎる先輩の溺甘♡注意報（ケータイ小説文庫、2019年8月25日発売）
- チャラモテ彼氏は天然彼女に甘く噛みつく。（ケータイ小説文庫、2021年1月25日発売）
- 保健室で、モテすぎ問題児くんに甘い噛みあとを付けられました。（ケータイ小説文庫、2022年6月25日発売）
- 極上ヴァンパイアは、彼女を溺愛して離さない（ケータイ小説文庫、2023年5月25日発売）